# Jack Aitken
Jack Aitken (London, 1995. szeptember 23. –) brit-koreai autóversenyző, az Emil Frey Racing színeiben versenyez a DTM-ben.

## Magánélete
Aitken édesanyja Dél-koreai, míg édesapja brit állampolgár.

## Pályafutása
Aitken versenyzői karrierjét Gokartal kezdte 2002-ben. Egészen 2012-ig versenyzett itt és csak ezt követően váltott a Formula-autós szériákra. A Fortec Motorsport színeiben versenyzett az InterSteps Championship elnevezésű sorozatban, ahol harmadik lett összetettben, miközben csapattársa, Matthew Parry megnyerte a sorozatot. A Formula Renault sorozatban egy pont hátránnyal végzett a bajnokság második helyén Seb Morris mögött.
2014-ben lehetőséget kapott rá, hogy az első teljes szezonját teljesítse a Formula Renault 2.0 Európa-kupában a Fortec Motorsport színeiben. A Hungaroringen futamot nyert és négyszer állt dobogóra az idény során. A következő évben is a Formula Renault 2.0 Európa-kupában indult, de már a Koiranen GP csapatával. Az utolsó, Jerezben rendezett futamon megnyerte a bajnoki címet, egy héttel azt követően, hogy a Formula Renault 2.0 ALPS sorozatot, a svájci és az olasz bajnokságok egybeolvadásával létrehozott versenysorozatot is megnyerte.

### GP3
2016-ban az Arden International színeiben bemutatkozott a GP3-as kategóriában. Spa-Francorchampsban megnyerte a második futamot, összességében pedig még hat dobogós helyezést ért el és 5. lett az összetett pontversenyben. 2017-ben az ART Grand Prix csapatánál versenyzett a sorozatban, és csapattársa, George Russell mögött 2. helyen végzett a szezon végén.

### Formula–2
2018 januárjában az ART Grand Prix bejelentette, hogy a 2018-as szezonban Aitken szintén George Russell csapattársaként az FIA Formula–2 bajnokságban fog rajthoz állni.  A bakui főversenyen megszerezte első dobogóját, mikor a 2. helyen ért célba, majd Barcelonában a sprintversenyt megnyerte. Az összetett pontversenyt a 11. helyen zárta 63 egységgel, miközben Russell megnyerte a bajnoki címet.
2019-re átszerződött a spanyol Campos Racinghez. Csapattársa kiléte az idény folyamán változott. Kezdetben Dorian Boccolacci, majd Arjun Maini és végül Szató Marino volt a partnere. Bakuban elsőként intette le a kockás zászló, ezzel pedig megszerezte első főfutamos győzelmét a szériában. Július 14-én hazájában, Silverstone-ban a második versenyen diadalmaskodott, miután a 17. körben megelőzte Louis Delétrazt. Az olaszországi, Monzában is megnyerte a sprintversenyt úgy, hogy folyamatosan kiegyensúlyozottan védekezett az MP Motorsport-os honfitársával, Jordan Kinggel szemben. King a verseny után többször is bírálta, hogy  szabálytalanul és veszélyesen védekezett vele szemben. Az év végi rangsorban az 5. pozíciót szerezte meg. Csapata 189 pontjából, 159-et ő gyűjtött, amivel a spanyol gárda szintén 5. lett a csapatok kiírásában.
2020-ra meghosszabbították szerződést, új csapattársa pedig az újonc brazil, Guilherme Samaia lett. Az 5. fordulóban, augusztus 8-án és 9-én egyaránt 3., dobogós tudott lenni Silverstone-ban. Szeptember 27-én az oroszországi Szocsiban a 7. körben nagy sebességnél ütközött Luca Ghiottóval és a falba csapódott. Ellenfele autója lángra kapott, de mindketten sérülés nélkül szálltak ki az járművekből. A speciális gumifal több helyen súlyosan megrongálódott, aminek következtében előbb piros zászlóval leállították a versenyt, majd később nem is indítottál el újra, és fél pontokat osztottak ki. 2020. december 3-án a Campos bejelentette, hogy mivel Aitken a Formula–1-es szahír nagydíjon vett részt, ezért kihagyta az évadzárót, helyére pedig a visszatérő Ralph Boschung érkezett, aki 2021-től az istálló teljes szezonos versenyzője lett.
2021-re eredetileg távozott a bajnokságból, azonban 2021. május 19-én a HWA Racelab bejelentette, hogy Monacóban és Bakuban ő ül autóba Matteo Nannini helyén.

### Formula–1
2016 februárjában csatlakozott a Renault F1 Team tehetséggondozó programjához és 2018-ban a csapat teszt- és tartalékpilótája is volt. 2020. február 3-án bejelentette, hogy távozik a francia gárda kötelékeiből. Egy nappal később bejelentésre került, hogy csatlakozott a Williams csapatához és Roy Nissany mellett ő lett az istálló második tartalékpilótája. A megállapodás értelmében egy szabadedzésen autóba ülhetett.
2020. december 2-án bejelentették, hogy George Russell-t fogja helyettesíteni a Williamsnél egy versenyhétvégén, a szahír nagydíjon, ugyanis Russell a Mercedes csapatánál pótolja a koronavírusos világbajnok Lewis Hamiltont.

### Sportautózás
Miután elhagyta a Formula–2-es sorozatot, a sportautózás felé fordult és a GT Európa Sprint-kupában, valamint hosszútávú versenyeken egyaránt elindult. 2021. július 31-én, a Spa-Francorchampsban rendezett 24 órás versenyen súlyos balesetet szenvedett a Radillion-kanyarnál, az Eau Rouge-ba menet, aminek következtében kulcscsonttörést, csigolyasérülést és enyhe tüdőzúzódást állapítottak meg nála a közeli kórházban, ahová az estet követően szállították.
2022-re a német ADAC GT Mastersbe szerződött Albert Costa mellé azt Emil Frey Racinghez, továbbá a GT Európa Endurance-kupára is nevezve lettek, Mirko Bortolottival kiegészülve, a hosszútávú fordulókra. A Spá-i 24 óráson Costa balesete után nem sikerült befejezniük a versenyt. Emellett a Racing Team Turkey csapatának LMP2 Pro-Am osztályában versenyzett Charlie Eastwood és Salih Yoluç mellett. Ő és csapata végül a 11. helyen végzett a tabellán. A 2022-es Le Mans-i 24 óráson Sophia Flörsch és John Falb mellett az Algarve Pro Racing csapatában szerepelt. A trió összesítésben a 25., az LMP2 osztályban a 20., a Pro-Am alosztályban pedig az 5. helyen végzett.
2023-ban duplaprogramot teljesített, hiszen az Emil Frey csapat felvitte a DTM-be teljes évre, valamint az amerikai sportautóbajnokságban (IMSA) részidőben futott az új csúcskategóriának számító GTP osztályban a Whelen Engineering Racing Cadillac V-Series.R autójával. Utóbbiban megnyerte Pipo Derani és Alexander Sims mellett a Sebringi 12 órást, miután a futam vége előtt az előtte lévők ütköztek.
2023 augusztusában bejelentésre került, hogy 2024-re az Action Express Racing főállású IMSA-pilótája lesz Pipo Derani mellett. A DTM-be is visszatért az Emil Frey Racing Ferrarijával, ahol sokáig bajnokesélyesnek számított. A legtöbb pole-pozíciót ő szerezte az évben, és három futamot is nyert, de többször a pontszerző helyeken kívül intették le, vagy kiesett. Így csak a 8. lett 128 ponttal.

## Eredményei

### Karrier összefoglaló
| Szezon  | Bajnokság                       | Csapat                    | Verseny        | Győzelem       | Pole           | Leggyorsabb kör | Dobogós helyezés | Pont           | Helyezés       |
| ------- | ------------------------------- | ------------------------- | -------------- | -------------- | -------------- | --------------- | ---------------- | -------------- | -------------- |
| 2012    | Dunlop Intersteps Championship  | Fortec Motorsports        | 23             | 2              | 2              | 3               | 13               | 490            | 3.             |
| 2013    | Formula Renault 2.0 NEC         | Fortec Motorsports        | 16             | 0              | 1              | 1               | 5                | 230            | 2.             |
| 2013    | Formula Renault 2.0 Európa-kupa | Fortec Motorsports        | 2              | 0              | 0              | 0               | 0                | 0              | HN†            |
| 2013    | Formula Renault 2.0 Európa-kupa | Manor MP Motorsport       | 4              | 0              | 0              | 0               | 0                | 0              | HN†            |
| 2014    | Formula Renault 2.0 Európa-kupa | Fortec Motorsports        | 14             | 1              | 1              | 0               | 4                | 86             | 7.             |
| 2014    | Formula Renault 2.0 ALPS        | Fortec Motorsports        | 8              | 0              | 0              | 1               | 0                | 0              | HN†            |
| 2014    | Pro Mazda Championship          | Team Pelfrey              | 2              | 0              | 0              | 0               | 0                | 31             | 20.            |
| 2015    | Formula Renault 2.0 Európa-kupa | Koiranen GP               | 17             | 5              | 4              | 3               | 3                | 206            | 1.             |
| 2015    | Formula Renault 2.0 ALPS        | Koiranen GP               | 15             | 4              | 3              | 3               | 7                | 242            | 1.             |
| 2015    | Pro Mazda Winterfest            | Team Pelfrey              | 5              | 3              | 1              | 2               | 4                | 167            | 1.             |
| 2016    | Euroformula Open                | RP Motorsport             | 4              | 2              | 2              | 1               | 3                | 71             | 8.             |
| 2016    | Spanyol Formula–3-as bajnokság  | RP Motorsport             | 2              | 1              | 1              | 1               | 1                | 27             | 7.             |
| 2016    | Formula V8 3.5 Series           | RP Motorsport             | 4              | 0              | 1              | 0               | 0                | 14             | 15.            |
| 2016    | GP3                             | Arden International       | 18             | 1              | 0              | 2               | 7                | 148            | 5.             |
| 2017    | GP3                             | ART Grand Prix            | 15             | 1              | 2              | 2               | 6                | 141            | 2.             |
| 2018    | Formula–2                       | ART Grand Prix            | 23             | 1              | 0              | 0               | 2                | 63             | 11.            |
| 2018    | Formula–1                       | Renault                   | Tartalékpilóta | Tartalékpilóta | Tartalékpilóta | Tartalékpilóta  | Tartalékpilóta   | Tartalékpilóta | Tartalékpilóta |
| 2019    | Formula–2                       | Campos Racing             | 22             | 3              | 0              | 2               | 7                | 159            | 5.             |
| 2019    | Formula–1                       | Renault                   | Tesztpilóta    | Tesztpilóta    | Tesztpilóta    | Tesztpilóta     | Tesztpilóta      | Tesztpilóta    | Tesztpilóta    |
| 2020    | Formula–2                       | Campos Racing             | 22             | 0              | 0              | 0               | 2                | 48             | 14.            |
| 2020    | Formula–1                       | Williams                  | 1              | 0              | 0              | 0               | 0                | 0              | 22.            |
| 2021    | Formula–2                       | HWA Racelab               | 9              | 0              | 0              | 0               | 0                | 0              | 23.            |
| 2021    | Formula–1                       | Williams                  | Tesztpilóta    | Tesztpilóta    | Tesztpilóta    | Tesztpilóta     | Tesztpilóta      | Tesztpilóta    | Tesztpilóta    |
| 2021    | GT Európa Sprint-kupa           | Emil Frey Racing          | 6              | 0              | 0              | 1               | 0                | 17,5           | 19.            |
| 2021    | GT Európa Endurance-kupa        | Emil Frey Racing          | 4              | 0              | 0              | 0               | 0                | 8              | 24.            |
| 2022    | ADAC GT Masters                 | Emil Frey Racing          | 14             | 1              | 1              | 2               | 3                | 140            | 4.             |
| 2022    | GT Európa Endurance-kupa        | Emil Frey Racing          | 5              | 0              | 0              | 1               | 1                | 32             | 15.            |
| 2022    | Európai Le Mans-széria          | Racing Team Turkey        | 5              | 0              | 0              | 0               | 0                | 30             | 11.            |
| 2022    | Formula–1                       | Williams                  | Tesztpilóta    | Tesztpilóta    | Tesztpilóta    | Tesztpilóta     | Tesztpilóta      | Tesztpilóta    | Tesztpilóta    |
| 2022–23 | Formula–E                       | Envision Racing           | Tesztpilóta    | Tesztpilóta    | Tesztpilóta    | Tesztpilóta     | Tesztpilóta      | Tesztpilóta    | Tesztpilóta    |
| 2023    | DTM                             | Emil Frey Racing          | 14             | 1              | 1              | 1               | 2                | 82             | 14.            |
| 2023    | IMSA                            | Whelen Engineering Racing | 4              | 1              | 1              | 1               | 2                | 1263           | 10.            |
| 2023–24 | Formula–E                       | Envision Racing           | Tesztpilóta    | Tesztpilóta    | Tesztpilóta    | Tesztpilóta     | Tesztpilóta      | Tesztpilóta    | Tesztpilóta    |
| 2024    | DTM                             | Emil Frey Racing          | 16             | 3              | 4              | 0               | 3                | 128            | 8.             |
| 2024    | IMSA                            | Whelen Cadillac Racing    | 9              | 0              | 4              | 1               | 3                | 2687           | 4.             |

* A szezon jelenleg is zajlik.
‡ Mivel Aitken vendégpilóta volt, ezért nem részesült bajnoki pontokban.

### Teljes Formula V8 3.5 (Formula Renault 3.5) eredménysorozata
(Táblázat értelmezése)

(Félkövér: pole-pozícióból indult; dőlt: leggyorsabb kört futott) 

| Év   | Csapat        | 1     | 2     | 3     | 4     | 5     | 6     | 7     | 8     | 9     | 10    | 11    | 12    | 13    | 14    | 15        | 16      | 17       | 18      | Helyezés | Pont |
| ---- | ------------- | ----- | ----- | ----- | ----- | ----- | ----- | ----- | ----- | ----- | ----- | ----- | ----- | ----- | ----- | --------- | ------- | -------- | ------- | -------- | ---- |
| 2016 | RP Motorsport | ARA 1 | ARA 2 | HUN 1 | HUN 2 | SPA 1 | SPA 2 | LEC 1 | LEC 2 | SIL 1 | SIL 2 | RBR 1 | RBR 2 | MNZ 1 | MNZ 2 | JER 1 Kiz | JER 2 4 | CAT 1 11 | CAT 2 9 | 15.      | 14   |

### Teljes GP3-as eredménysorozata
(Táblázat értelmezése)

(Félkövér: pole-pozícióból indult; dőlt: leggyorsabb kört futott) 

| Év   | Csapat              | 1          | 2          | 3         | 4         | 5          | 6         | 7         | 8          | 9         | 10         | 11        | 12        | 13        | 14        | 15         | 16        | 17        | 18        | Helyezés | Pont |
| ---- | ------------------- | ---------- | ---------- | --------- | --------- | ---------- | --------- | --------- | ---------- | --------- | ---------- | --------- | --------- | --------- | --------- | ---------- | --------- | --------- | --------- | -------- | ---- |
| 2016 | Arden International | ESP FEA 20 | ESP SPR 19 | AUT FEA 9 | AUT SPR 5 | GBR FEA 13 | GBR SPR 6 | HUN FEA 9 | HUN SPR 6  | GER FEA 6 | GER SPR 2  | BEL FEA 5 | BEL SPR 1 | ITA FEA 2 | ITA SPR 5 | MAL FEA 2  | MAL SPR 3 | UAE FEA 3 | UAE SPR 2 | 5.       | 148  |
| 2017 | ART Grand Prix      | ESP FEA Ki | ESP SPR 12 | AUT FEA 2 | AUT SPR 5 | GBR FEA 4  | GBR SPR 2 | HUN FEA 1 | HUN SPR Ki | BEL FEA 2 | BEL SPR 18 | ITA FEA 2 | ITA SPR T | JER FEA 3 | JER SPR 6 | UAE FEA 14 | UAE SPR 8 |           |           | 2.       | 141  |

### Teljes FIA Formula–2-es eredménysorozata
(Táblázat értelmezése)

(Félkövér: pole-pozícióból indult; dőlt: leggyorsabb kört futott) 

| Év   | Csapat         | 1           | 2          | 3          | 4          | 5          | 6          | 7           | 8          | 9          | 10         | 11          | 12         | 13         | 14         | 15         | 16         | 17         | 18         | 19         | 20         | 21          | 22           | 23         | 24         | Helyezés | Pont |
| ---- | -------------- | ----------- | ---------- | ---------- | ---------- | ---------- | ---------- | ----------- | ---------- | ---------- | ---------- | ----------- | ---------- | ---------- | ---------- | ---------- | ---------- | ---------- | ---------- | ---------- | ---------- | ----------- | ------------ | ---------- | ---------- | -------- | ---- |
| 2018 | ART Grand Prix | BHR FEA 9   | BHR SPR 18 | AZE FEA 2  | AZE SPR 11 | ESP FEA 6  | ESP SPR 1  | MON FEA 7   | MON SPR Ki | FRA FEA 11 | FRA SPR Ni | AUT FEA Ki  | AUT SPR 18 | GBR FEA 13 | GBR SPR 12 | HUN FEA 4  | HUN SPR 10 | BEL FEA 11 | BEL SPR 10 | ITA FEA Ki | ITA SPR 8  | RUS FEA 14  | RUS SPR Ki   | UAE FEA 10 | UAE FEA 13 | 11.      | 63   |
| 2019 | Campos Racing  | BHR FEA 7   | BHR SPR 11 | AZE FEA 1  | AZE SPR 3  | ESP FEA 2  | ESP SPR 8  | MON FEA 17† | MON SPR 13 | FRA FEA 3  | FRA SPR 4  | AUT FEA 10  | AUT SPR 18 | GBR FEA 5  | GBR SPR 1  | HUN FEA 3  | HUN SPR 5  | BEL FEA T  | BEL SPR T  | ITA FEA 8  | ITA SPR 1  | RUS FEA 7   | RUS SPR 11   | UAE FEA 11 | UAE SPR 10 | 5.       | 159  |
| 2020 | Campos Racing  | AUT1 FEA 15 | AUT1 SPR 8 | AUT2 FEA 9 | AUT2 SPR 6 | HUN FEA 13 | HUN SPR 19 | GBR1 FEA 13 | GBR1 SPR 8 | GBR2 FEA 3 | GBR2 SPR 3 | ESP FEA 18† | ESP SPR 18 | BEL FEA 13 | BEL SPR 17 | ITA FEA 13 | ITA SPR 7  | MUG FEA Ki | MUG SPR 13 | RUS FEA 6  | RUS SPR 4‡ | BHR1 FEA 10 | BHR1 SPR 17† | BHR2 FEA   | BHR2 SPR   | 14.      | 48   |
| 2021 | HWA Racelab    | BHR SP1     | BHR SP2    | BHR FEA    | MON SP1 16 | MON SP2 9  | MON FEA 18 | AZE SP1 Ki  | AZE SP2 12 | AZE FEA 11 | GBR SP1 17 | GBR SP2 18  | GBR FEA 17 | ITA SP1    | ITA SP2    | ITA FEA    | RUS SP1    | RUS SP2    | RUS FEA    | KSA SP1    | KSA SP2    | KSA FEA     | UAE SP1      | UAE SP2    | UAE FEA    | 23.      | 0    |

† A versenyt nem fejezte be, de helyezését értékelték, mert a versenytáv több, mint 90%-át teljesítette.
‡ A versenyt félbeszakították, és mivel nem teljesítették a táv 75%-át, így csak a pontok felét kapta meg.

### Teljes Formula–1-es eredménysorozata
(Táblázat értelmezése)

(Félkövér: pole-pozícióból indult; dőlt: leggyorsabb kört futott) 

| Év   | Csapat   | 1   | 2      | 3   | 4   | 5   | 6   | 7   | 8   | 9   | 10  | 11  | 12  | 13  | 14  | 15  | 16     | 17  | 18  | 19  | 20  | 21  | 22     | Helyezés | Pont |
| ---- | -------- | --- | ------ | --- | --- | --- | --- | --- | --- | --- | --- | --- | --- | --- | --- | --- | ------ | --- | --- | --- | --- | --- | ------ | -------- | ---- |
| 2020 | Williams | AUT | STY Tp | HUN | GBR | 70  | ESP | BEL | ITA | TOS | RUS | EIF | POR | EMI | TUR | BHR | SAK 16 | UAE |     |     |     |     |        | 22.      | 0    |
| 2021 | Williams | BHR | EMI    | POR | ESP | MON | AZE | FRA | STY | AUT | GBR | HUN | BEL | NED | ITA | RUS | TUR    | USA | MEX | BRA | QAT | SAU | UAE Tp | —        | —    |

### Teljes GT Európa Sprint-kupa eredménylistája
| Év   | Csapat           | Osztály | 1        | 2       | 3        | 4       | 5       | 6       | 7     | 8     | 9     | 10    | Helyezés | Pont |
| ---- | ---------------- | ------- | -------- | ------- | -------- | ------- | ------- | ------- | ----- | ----- | ----- | ----- | -------- | ---- |
| 2021 | Emil Frey Racing | Pro     | MAG 1 12 | MAG 2 9 | ZAN 1 15 | ZAN 2 4 | MIS 1 7 | MIS 2 5 | BRH 1 | BRH 2 | VAL 1 | VAL 2 | 19.      | 17,5 |

### Teljes ADAC GT Masters eredménysorozata
| Év   | Csapat           | Autó                        | 1        | 2       | 3       | 4       | 5        | 6       | 7       | 8        | 9       | 10      | 11       | 12      | 13       | 14        | Helyezés | Pont |
| ---- | ---------------- | --------------------------- | -------- | ------- | ------- | ------- | -------- | ------- | ------- | -------- | ------- | ------- | -------- | ------- | -------- | --------- | -------- | ---- |
| 2022 | Emil Frey Racing | Lamborghini Huracán GT3 Evo | OSC 1 18 | OSC 2 5 | RBR 1 6 | RBR 2 8 | ZAN 1 12 | ZAN 2 1 | NÜR 1 7 | NÜR 2 16 | LAU 1 2 | LAU 2 3 | SAC 1 11 | SAC 2 7 | HOC 1 42 | HOC 2 Ret | 4.       | 140  |

### Teljes DTM eredménylistája
(Táblázat értelmezése)

(Félkövér: pole-pozícióból indult; dőlt: leggyorsabb kört futott) 

| Év   | Csapat           | 1        | 2        | 3        | 4       | 5        | 6        | 7        | 8         | 9       | 10       | 11       | 12        | 13       | 14       | 15       | 16       | Helyezés | Pont |
| ---- | ---------------- | -------- | -------- | -------- | ------- | -------- | -------- | -------- | --------- | ------- | -------- | -------- | --------- | -------- | -------- | -------- | -------- | -------- | ---- |
| 2023 | Emil Frey Racing | OSC 1 32 | OSC 2 17 | ZAN 1    | ZAN 2   | NOR 1 17 | NOR 2 20 | NÜR 1 22 | NÜR 2 183 | LAU 1   | LAU 2 7  | SAC 1 Ki | SAC 2 Ki2 | RBR 1 20 | RBR 2 83 | HOC 1 7  | HOC 2 10 | 14.      | 82   |
| 2024 | Emil Frey Racing | OSC 1    | OSC 2 Ki | LAU 1 16 | LAU 2 4 | ZAN 1    | ZAN 2 16 | NOR 1 9  | NOR 2 18  | NÜR 1 5 | NÜR 2 13 | SAC 1    | SAC 2 6   | RBR 1 14 | RBR 2 10 | HOC 1 Ki | HOC 2 16 | 8.       | 128  |

* A szezon jelenleg is zajlik.

### Le Mans-i 24 órás autóverseny
| Év   | Csapat                 | Csapattárs                   | Autó                | Kategória   | Kör | Összetett Helyezés | Kategória Helyezés |
| ---- | ---------------------- | ---------------------------- | ------------------- | ----------- | --- | ------------------ | ------------------ |
| 2022 | Algarve Pro Racing     | Sophia Flörsch John Falb     | Oreca 07-Gibson     | LMP2        | 361 | 25.                | 20.                |
| 2022 | Algarve Pro Racing     | Sophia Flörsch John Falb     | Oreca 07-Gibson     | LMP2 Pro Am | 361 | 25.                | 5.                 |
| 2023 | Action Express Racing  | Pipo Derani Alexander Sims   | Cadillac V-Series.R | Hypercar    | 324 | 17.                | 10.                |
| 2024 | Whelen Cadillac Racing | Pipo Derani Felipe Drugovich | Cadillac V-Series.R | Hypercar    | 280 | 29.                | 15.                |

### Teljes IMSA eredménysorozata
| Év   | Csapat                    | Osztály | Autó                | Motor                     | 1     | 2      | 3     | 4     | 5     | 6     | 7     | 8     | 9     | Helyezés | Pont |
| ---- | ------------------------- | ------- | ------------------- | ------------------------- | ----- | ------ | ----- | ----- | ----- | ----- | ----- | ----- | ----- | -------- | ---- |
| 2023 | Whelen Engineering Racing | GTP     | Cadillac V-Series.R | Cadillac LMC55R 5. 5 L V8 | DAY 5 | SEB 1  | LBH   | LAG   | WGL 2 | MOS   | ELK   | IMS   | PET 6 | 10.      | 1263 |
| 2024 | Whelen Engineering Racing | GTP     | Cadillac V-Series.R | Cadillac LMC55R 5. 5 L V8 | DAY 2 | SEB 10 | LBH 2 | LAG 2 | DET 6 | WGL 8 | ELK 4 | IMS 9 | PET 5 | 4.       | 2687 |